# Tongsa

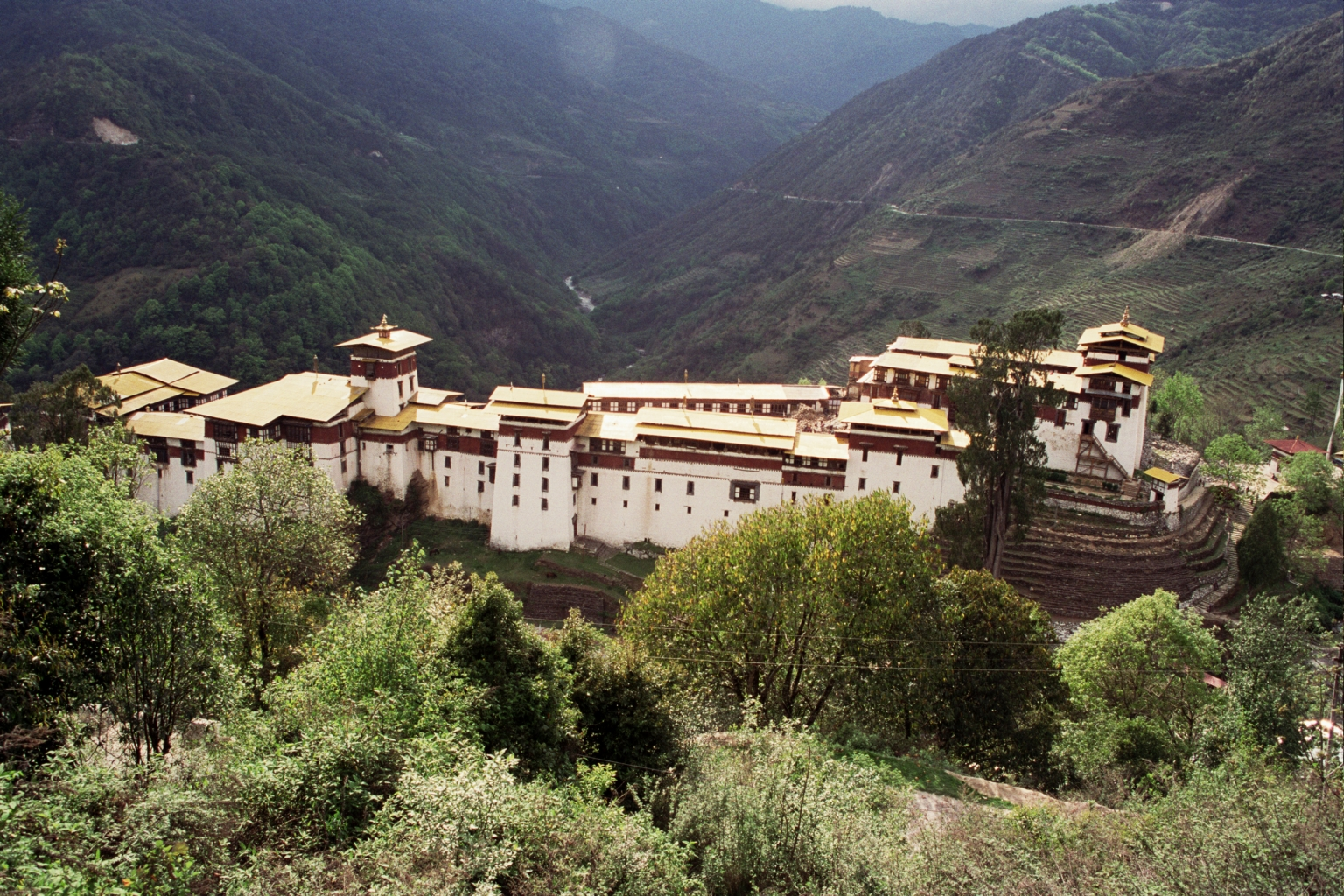
Klosterfestung Tongsa Dzong

Tongsa (auch Trongsa, Dzongkha ཀྲོང་གསར་, Wylie-Umschrift: krong gsar) ist eine Kleinstadt im Zentrum des Himalaya-Königreichs Bhutan und mit etwa 3500 Einwohnern auf einer Höhe von ca. 2800 m Hauptstadt des Distrikts Trongsa. 

## Geschichte
Die strategisch verkehrsgünstige Lage von Tongsa hatte den Talvögten (Penlops) bereits frühzeitig Steuereinnahmen aus dem Karawanenhandel zwischen West- und Ostbhutan beschert. Versuche, ihren politischen Einfluss auf benachbarte Täler auszudehnen, führten zu Konflikten mit anderen regionalen Herrschern im Westen Bhutans. 
1907 vermochte sich der Tongsa-Penlop Ugyen Wangchuk als alleiniger Herrscher Bhutans durchzusetzen: Er wurde in Punakha zum ersten König Bhutans gekrönt. Seitdem führen alle Monarchen Bhutans zugleich den Titel eines Penlops von Tongsa. 2004 wurde der Kronprinz von Bhutan, Jigme Khesar Namgyel Wangchuck, zum Tongsa-Talvogt ernannt.

## Sehenswürdigkeiten
- Tongsa Dzong (Klosterfestung aus dem 17. Jahrhundert)
- Ta Dzong (Beobachtungsturm oberhalb des Tongsa Dzong)
- Geburtshaus von König Jigme Dorje Wangchuk